# San Giorgio cavaliere
San Giorgio cavaliere è un film muto italiano del 1912 diretto da Giuseppe De Liguoro.